# Wundt-illusie

De Wundt-illusie

De Wundt-illusie is een optische illusie die het eerst werd beschreven door de Duitse psycholoog Wilhelm Wundt. De twee verticale rode lijnen zijn recht, maar lijken gebogen ten gevolge het patroon van gehoekte lijnen op de achtergrond. De Hering-illusie betreft hetzelfde thema.